# 盛風力秀彦
盛風力 秀彦（せいふうりき ひでひこ、1967年3月11日 - ）は、青森県西津軽郡稲垣村（現・つがる市）出身で押尾川部屋に所属した元大相撲力士。本名は佐藤 秀彦（さとう ひでひこ）。身長184cm、体重131kg、得意手は左四つ、寄り、上手投げ。最高位は西十両12枚目（1992年3月場所）。

## 来歴
知人の紹介で稲垣村立稲垣中学校卒業と同時に押尾川部屋に入門し、1982年3月場所に初土俵を踏んだ。小兵のため幕下で苦労したが、左四つに組んでからの上手投げを打つという取り口を覚えてからは、次第に幕下上位でも勝ち越せるようになり、1991年3月場所に十両に昇進した。しかし軽量に加え、相撲がやや雑であり、そして網膜剥離を患ったこともあって十両に定着できず、十両在位は2場所に終わった。幕下陥落後も怪我で三段目に陥落したこともあったが、長く幕下上位で相撲を取り続け、1998年3月場所を最後に現役を引退した。引退後は人形町で「相撲茶屋 盛風力」を経営している。

## 主な成績
- 通算成績：362勝324敗2休 勝率.528
- 十両成績：10勝20敗 勝率.333
- 現役在位：97場所
- 十両在位：2場所
- 各段優勝
  - 三段目優勝：1回（1997年3月場所）

### 場所別成績
| | 一月場所 初場所（東京） | 三月場所 春場所（大阪） | 五月場所 夏場所（東京） | 七月場所 名古屋場所（愛知） | 九月場所 秋場所（東京） | 十一月場所 九州場所（福岡） |
| --- | ----------------------- | ----------------------- | ----------------------- | --------------------------- | ----------------------- | --------------------------- |
| 1982年 （昭和57年） | x                       | （前相撲）              | 東序ノ口7枚目 6–1       | 西序二段72枚目 4–3          | 東序二段46枚目 3–4      | 東序二段60枚目 4–3          |
| 1983年 （昭和58年） | 東序二段38枚目 3–4      | 西序二段55枚目 5–2      | 東序二段19枚目 4–3      | 東序二段4枚目 3–4           | 東序二段20枚目 3–4      | 西序二段32枚目 4–3          |
| 1984年 （昭和59年） | 西序二段3枚目 5–2       | 東三段目70枚目 2–5      | 東三段目96枚目 6–1      | 西三段目46枚目 4–3          | 西三段目30枚目 3–4      | 西三段目43枚目 4–3          |
| 1985年 （昭和60年） | 西三段目27枚目 4–3      | 西三段目14枚目 4–3      | 西三段目2枚目 5–2       | 東幕下40枚目 4–3            | 東幕下29枚目 2–5        | 西幕下54枚目 5–2            |
| 1986年 （昭和61年） | 西幕下33枚目 3–4        | 東幕下44枚目 2–5        | 東三段目8枚目 4–3       | 東幕下50枚目 2–5            | 東三段目16枚目 6–1      | 西幕下41枚目 6–1            |
| 1987年 （昭和62年） | 東幕下18枚目 3–4        | 西幕下27枚目 4–3        | 東幕下21枚目 2–5        | 東幕下42枚目 6–1            | 西幕下20枚目 5–2        | 西幕下9枚目 3–4             |
| 1988年 （昭和63年） | 西幕下15枚目 3–4        | 西幕下22枚目 3–4        | 西幕下30枚目 3–4        | 東幕下40枚目 5–2            | 西幕下23枚目 3–4        | 西幕下33枚目 4–3            |
| 1989年 （平成元年） | 東幕下27枚目 3–4        | 東幕下33枚目 4–3        | 西幕下23枚目 3–4        | 東幕下32枚目 3–4            | 東幕下42枚目 6–1        | 東幕下20枚目 4–3            |
| 1990年 （平成2年） | 東幕下16枚目 4–3        | 西幕下11枚目 2–5        | 西幕下29枚目 5–2        | 東幕下19枚目 4–3            | 西幕下12枚目 4–3        | 西幕下6枚目 5–2             |
| 1991年 （平成3年） | 西幕下筆頭 4–3          | 西十両13枚目 5–10       | 東幕下6枚目 3–4         | 西幕下10枚目 4–3            | 西幕下7枚目 4–3         | 東幕下5枚目 4–3             |
| 1992年 （平成4年） | 東幕下3枚目 4–3         | 西十両12枚目 5–10       | 西幕下5枚目 0–5–2       | 西幕下40枚目 6–1            | 西幕下19枚目 5–2        | 東幕下11枚目 5–2            |
| 1993年 （平成5年） | 西幕下4枚目 3–4         | 西幕下7枚目 2–5         | 東幕下24枚目 4–3        | 東幕下17枚目 4–3            | 西幕下13枚目 3–4        | 西幕下19枚目 3–4            |
| 1994年 （平成6年） | 西幕下27枚目 3–4        | 東幕下40枚目 6–1        | 東幕下19枚目 5–2        | 東幕下13枚目 3–4            | 西幕下21枚目 4–3        | 西幕下16枚目 2–5            |
| 1995年 （平成7年） | 西幕下34枚目 5–2        | 東幕下21枚目 6–1        | 東幕下8枚目 1–6         | 西幕下32枚目 3–4            | 西幕下43枚目 4–3        | 西幕下34枚目 4–3            |
| 1996年 （平成8年） | 西幕下24枚目 1–6        | 西幕下55枚目 5–2        | 東幕下37枚目 5–2        | 西幕下20枚目 3–4            | 西幕下30枚目 3–4        | 東幕下40枚目 3–4            |
| 1997年 （平成9年） | 西幕下50枚目 3–4        | 東三段目2枚目 優勝 7–0  | 西幕下9枚目 2–5         | 西幕下26枚目 5–2            | 東幕下15枚目 1–6        | 東幕下44枚目 5–2            |
| 1998年 （平成10年） | 西幕下26枚目 1–6        | 西幕下54枚目 引退 3–4–0 | x                       | x                           | x                       | x                           |
| 各欄の数字は、「勝ち-負け-休場」を示す。 優勝 引退 休場 十両 幕下 三賞：敢=敢闘賞、殊=殊勲賞、技=技能賞 その他：★=金星 番付階級：幕内 - 十両 - 幕下 - 三段目 - 序二段 - 序ノ口 幕内序列：横綱 - 大関 - 関脇 - 小結 - 前頭（「#数字」は各位内の序列） |                         |                         |                         |                             |                         |                             |

## 改名歴
- 佐藤山 秀彦（さとうやま ひでひこ）1982年3月場所-1989年5月場所
- 盛風 秀彦（せいふう-）1989年7月場所-1991年1月場所
- 盛風力 秀彦（せいふうりき-）1991年3月場所-1998年3月場所